# Band cup

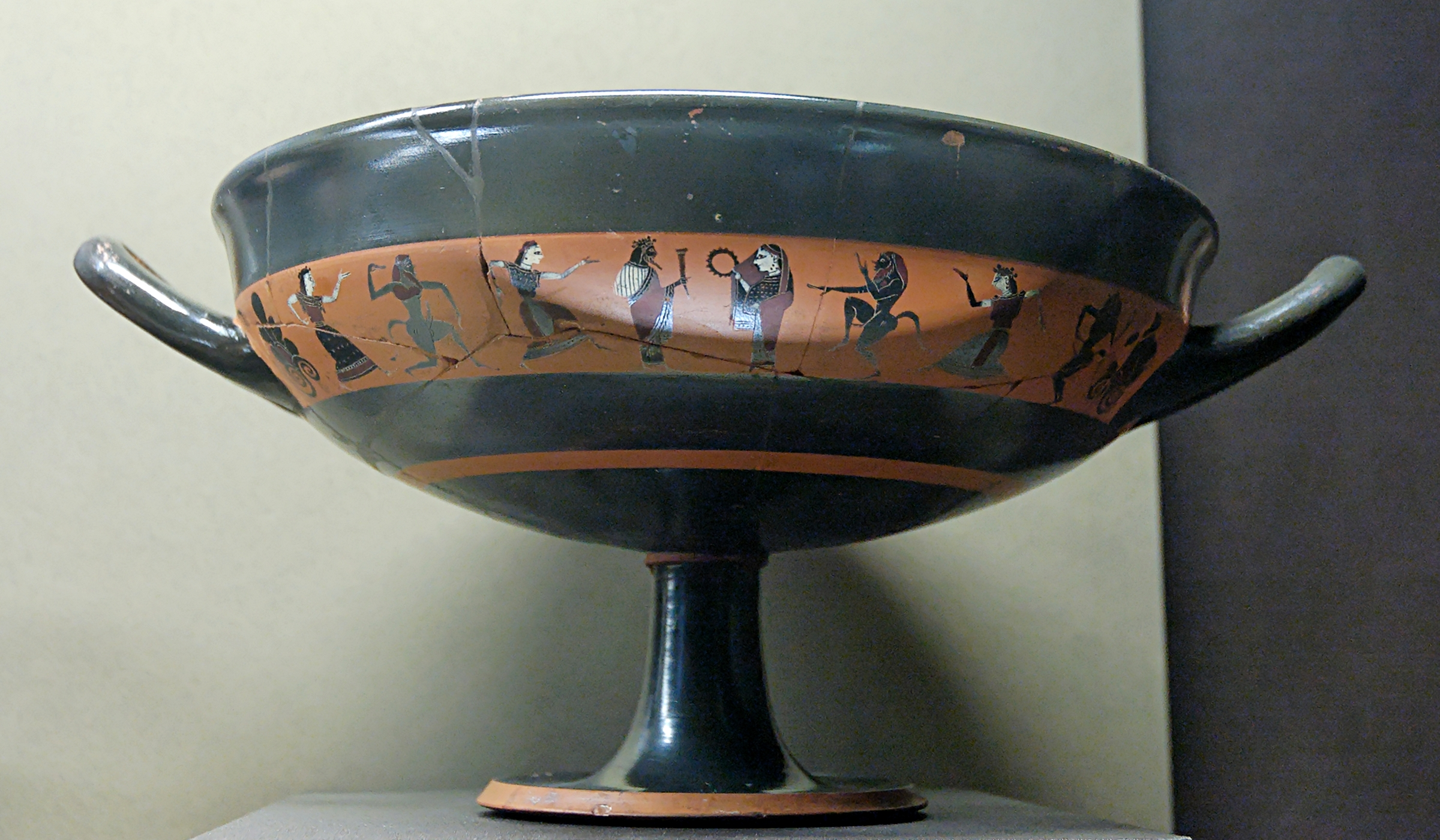
Band cup di Amasis, dipinta dal Pittore di Amasis: sono raffigurati Dioniso con Arianna, dei satiri e delle Menadi (circa 550/540 a.C., Louvre F75).

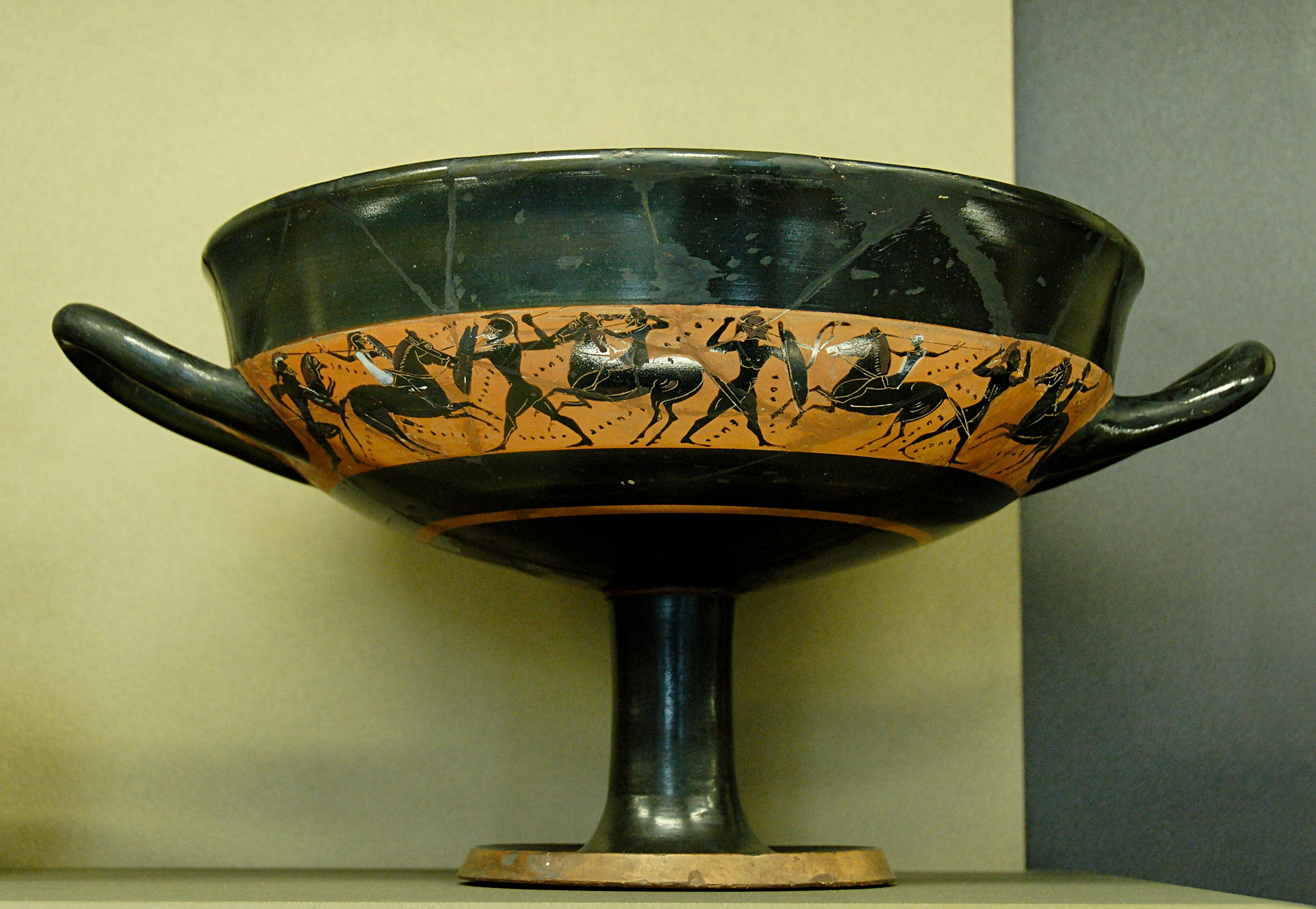
Scena di battaglia in una band cup di un artista sconosciuto (circa 540 a.C., Louvre F72).

La band cup (letteralmente "tazza a fascia") è una delle forme presenti nelle Coppe dei Piccoli Maestri. Il labbro di una band cup è nero e leggermente concavo. Presso la giuntura tra il corpo e il piede c'è spesso un anello rosso. La decorazione figurativa esterna si trova nella zona dei manici, spesso incorniciata da palmette. All'interno del vaso le immagini e le iscrizioni sono piuttosto rare. Alcuni esemplari sono completamente neri, ad eccezione di alcune figure vicino ai manici. Un altro gruppo molto raro di esemplari, attribuito al vasaio Andocide e alla sua bottega, presenta decorazioni figurative sulla base piatta del piede.
Resta ignoto perché le band cup e le lip cup siano coesistite per un periodo abbastanza lungo: forse ogni variante aveva i suoi vantaggi distintivi. Per esempio, sarebbe stato più piacevole bere dal labbro nero non decorato di una band cup, mentre la cresta pronunciata sotto il bordo della lip cup avrebbe impedito di bere efficacemente. Le lip cup erano un po' più difficili da produrre.
Sono noti, tra gli artisti produttori di band cup, Ermogene, Glaucite, il Pittore del Centauro, Neandro, Socle e il Pittore di Oakeshott.